# 수체아바주

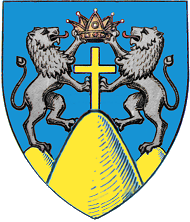
주 문장

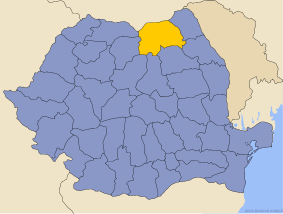
수체아바 주의 위치

수체아바주(루마니아어: Judeţul Suceava)는 루마니아 북부에 위치한 주로, 주도는 수체아바이며 면적은 8,553km2, 인구는 688,435명(2002년 기준), 인구 밀도는 78명/km2, ISO 3166-2 코드는 RO-SV이다.
루마니아의 역사적 지역인 몰다비아와 트란실바니아 지방에 걸쳐 있으며 동쪽으로는 보토샤니 주와 이아시 주, 서쪽으로는 마라무레슈 주와 비스트리차너서우드 주, 북쪽으로는 우크라이나 체르니우치주, 남쪽으로는 무레슈 주, 하르기타 주, 네암츠 주와 접한다. 5개 시와 11개 마을, 98개 지방 자치체를 관할한다.

## 인구
- 루마니아인: 96.3%
- 로마인: 1.3%
- 우크라이나인: 1.2%
- 리포반 러시아인: 0.4%
- 독일인: 0.3%
- 폴란드인, 슬로바키아인, 그 외의 민족: 0.5%

## 경제
루마니아에서 삼림 면적이 가장 넓은 주이며 주의 주요 산업 또한 임업이다. 그 밖에 식품, 기계 부품, 건축 자재, 섬유, 피혁 산업이 발달했다.